# Vento Föhn

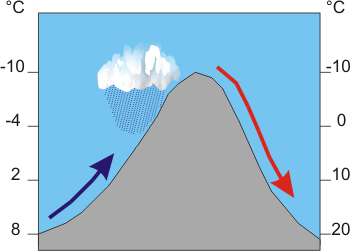
Como se gera o efeito Föhn.

Um vento Föhn (ou Foehn) ocorre quando uma camada profunda de vento persistente é forçada a subir uma montanha. Ao subir a encosta, o ar se expande devido à diminuição da pressão atmosférica com a altitude e se resfria adiabaticamente, a ponto de atingir seu ponto de orvalho, condensando-se e ocasionalmente gerando precipitação. 
Na continuidade do fluxo de ar, agora desprovido de sua umidade, ele desce a encosta do outro lado (diz-se portanto a sotavento da montanha), aumentando sua pressão atmosférica e aquecendo-se adiabaticamente, resultando em vento quente e seco. 

## Efeito Föhn
A temperatura final, na base da encosta de sotavento, é maior do que a temperatura inicial na base de barlavento, devido ao ganho de calor no processo de condensação. Este é o chamado Efeito Foehn. 
Esse tipo de vento prevalece nas grandes cordilheiras do mundo, como Alpes, Andes e Montanhas Rochosas.